# Euryolpium michaelseni
Espèce
Synonymes
- Olpium michaelseni  Tullgren, 1909

Euryolpium michaelseni est une espèce de pseudoscorpions de la famille des Olpiidae.

## Distribution
Cette espèce est endémique d'Australie.

## Systématique et taxinomie
Cette espèce a été décrite sous le protonyme Olpium michaelseni  par Tullgren en 1909. Elle est placée dans le genre Xenolpium par Beier en 1948 puis dans le genre Euryolpium par Beier en 1966.

## Étymologie
Cette espèce est nommée en l'honneur de Wilhelm Michaelsen.

## Publication originale
- Tullgren, 1909 : Chelonethi. Fauna Südwest-Australiens, p. 411-415 (texte intégral).